# Erica modesta
Erica modesta är en ljungväxtart som beskrevs av Richard Anthony Salisbury. Erica modesta ingår i släktet klockljungssläktet, och familjen ljungväxter. Inga underarter finns listade i Catalogue of Life.